# Karin Guthke
Karin Guthke (* 23. November 1956 in Berlin, nach Heirat Härtig) ist eine ehemalige deutsche Wasserspringerin, die für die DDR 1980 Olympiadritte im Kunstspringen wurde.

## Leben
Karin Guthke vom TSC Berlin gewann bei den DDR-Meisterschaften 1974 vom Turm und belegte vom Drei-Meter-Brett den zweiten Platz hinter Heidi Becker. Bei den Europameisterschaften 1974 belegte sie den fünften Platz vom Turm. Im Jahr darauf war sie Siebte bei den Weltmeisterschaften. Bei den Olympischen Spielen 1976 konnte sie sich vom Turm als Elfte nicht für das Finale qualifizieren, im Kunstspringen belegte sie den fünften Platz. Bei den Weltmeisterschaften 1978 in West-Berlin belegte Karin Guthke im Kunstspringen den vierten Platz. 1980 gewann sie ihren einzigen DDR-Meistertitel im Kunstspringen. Bei den Olympischen Spielen 1980 in Moskau erreichten im Kunstspringen alle drei Springerinnen aus der DDR das Finale. Es gewann Irina Kalinina vor Martina Proeber und Karin Guthke, Martina Jäschke vervollständigte als Fünfte die Mannschaftsleistung.
Nach Abschluss ihres Sportstudiums war Guthke Trainerassistentin beim TSC, nach der Wende wechselte sie in eine soziale Einrichtung.